# Pstruh obecný mořský
Pstruh obecný mořský je dravá ryba z čeledi lososovití. Je to migrující forma pstruha obecného, která se vyznačuje stříbřitým zbarvením. Obdobně jako losos obecný, odplouvá ve věku dvou až tří let do moře a do řek se vrací před rozmnožováním. Od lososa obecného se liší hlavně ostře zakončenou ocasní ploutví.

## Popis
- Barva hřbetu: šedomodrá
- Barva boků: stříbřitá s černými tečkami
- Barva břicha: bíle stříbřitě
- Barva ploutví: tmavá
- Barva oka: stříbřitá
- Šupiny nad postr. čarou: 19 – 24
- Šupiny pod postr. čarou: 18 – 21
- Šupiny v postranní čáře: 103 – 140
- Pohlavní zralost: ve 4 letech
- Doba tření: X. – XII.
- Místo tření: proudné horní úseky řek
- Počet jiker: asi 10 000 ks
- Průměr jiker: 4 mm
- Barva jiker: oranžovožlutá

## Výskyt
Žije u pobřeží všech evropských moří, část života tráví ve sladkých vodách. Kvůli četným vodním stavbám a znečištění vod se stává čím dál vzácnější.

## Velikost
Může dorůst délky až 150 cm a váhy 50 kg.